# Microrregión de Pará de Minas
La microrregión de Pará de Minas es una de las microrregiones del estado brasilero de Minas Gerais perteneciente a la mesorregión Metropolitana de Belo Horizonte. Su población fue estimada en 2006 por el IBGE en 118.221 habitantes y está dividida en cinco municipios. Posee un área total de 1 766 km².

## Municipios
- Florestal
- Onça de Pitangui
- Pará de Minas
- Pitangui
- São José da Varginha

- Datos: Q769038